# Équipe du Nigeria masculine de basket-ball
Cet article traite de l'équipe masculine. Pour l'équipe féminine, voir Équipe du Nigeria féminine de basket-ball.
Maillots
L'équipe du Nigeria masculine de basket-ball est l'équipe nationale qui représente le Nigeria dans les compétitions internationales masculine de basket-ball. Elle est placée sous l'égide de la Fédération du Nigeria de basket-ball (NBBF). L'équipe est affiliée à la FIBA depuis 1964. Son surnom est "D-Tigers".

## Histoire
L'équipe du Nigeria de basket-ball a participé pour la première fois de son histoire à une compétition internationale lors du Championnat d’Afrique de 1972 où la sélection finit douzième.
Sa première participation aux Championnats du monde remonte à 1998 en Grèce (13e) et elle est parvenue au tableau final de la phase finale du championnat du monde 2006 au Japon, après avoir fini 3e de son groupe lors de la phase préliminaire. Elle a été éliminée en huitième de finale par l'Allemagne (78-77). 
La sélection s'est qualifiée pour la première fois pour les Jeux olympiques de Londres en 2012, compétition où elle termine dixième (1 victoire et 4 défaites).
L'équipe se qualifie de nouveau pour les Jeux olympiques de Rio en 2016.
Le 11 juillet 2021, qualifié pour les Jeux olympiques de Tokyo en 2021 et dirigé par Mike Brown, le Nigeria affronte lors d'un match de préparation la Team USA et bat cette dernière sur un score de 90 à 87. Le pays devient ainsi la première nation africaine à défaire les États-Unis.

## Palmarès

### Parcours aux Jeux olympiques
- 1964 : NQ
- 1968 : NQ
- 1972 : NQ
- 1976 : NQ
- 1980 : NQ
- 1984 : NQ
- 1988 : NQ
- 1992 : NQ
- 1996 : NQ
- 2000 : NQ
- 2004 : NQ
- 2008 : NQ
- 2012 : 10e
- 2016 : 11e
- 2020 : 10e
- 2024 : NQ

### Parcours aux Championnats du Monde
- 1967 : NQ
- 1970 : NQ
- 1974 : NQ
- 1978 : NQ
- 1980 : NQ
- 1986 : NQ
- 1990 : NQ
- 1994 : NQ
- 1998 : 13e
- 2002 : NQ
- 2006 : 14e
- 2010 : NQ
- 2014 : NQ
- 2019 : 17e
- 2023 : NQ

### Parcours aux Championnats d'Afrique des Nations
- 1962 : -
- 1964 : -
- 1965 : -
- 1968 : -
- 1970 : -
- 1972 : 12e
- 1974 : -
- 1975 : -
- 1978 : 6e
- 1980 : 11e
- 1981 : -
- 1983 : -
- 1985 : 7e
- 1987 : 8e
- 1989 : -
- 1992 : 5e
- 1993 : -
- 1995 :
- 1997 :
- 1999 :
- 2001 : 5e
- 2003 :
- 2005 :
- 2007 : 5e
- 2009 : 5e
- 2011 :
- 2013 : 7e
- 2015 :
- 2017 :
- 2021 : 12e

### Parcours auxJeux africains
- 1965 : NQ
- 1973 : -
- 1978 : NQ
- 1987 : -
- 1991 : NQ
- 1995 :
- 1999 :
- 2003 :
- 2007 :
- 2011 :
- 2015 :
- 2019 : -

## Équipe actuelle
Effectif lors de la Basket-ball aux Jeux olympiques d'été de 2020.
| Numéro | Joueur           | Poste | Naissance          | Taille | Club 2018-2019            |
| ------ | ---------------- | ----- | ------------------ | ------ | ------------------------- |
| 0      | KZ Okpala        | 3/4   | 28 avril 1999      | 2,03 m | Heat de Miami             |
| 3      | Caleb Agada      | 1     | 31 aout 1994       | 1,91 m | Hapoel Be'er Sheva B.C.   |
| 8      | Ekpe Udoh        | 5     | 20 mai 1987        | 2,08 m | Virtus Bologne            |
| 10     | Chimezie Metu    | 4/5   | 22 mars 1997       | 2,06 m | Kings de Sacramento       |
| 11     | Obi Emegano      | 2     | 29 avril 1993      | 1,89 m | Baloncesto Fuenlabrada    |
| 13     | Miye Oni         | 2/3   | 4 aout 1997        | 1,96 m | Jazz de l'Utah            |
| 15     | Jahlil Okafor    | 5     | 15 décembre 1995   | 2,08 m | Pistons de Détroit        |
| 20     | Josh Okogie      | 2/3   | 1er septembre 1998 | 1,93 m | Timberwolves du Minnesota |
| 22     | Gabe Vincent     | 1/2   | 14 juin 1996       | 1,90 m | Heat de Miami             |
| 33     | Jordan Nwora     | 3     | 9 septembre 1998   | 2,03 m | Milwaukee Bucks           |
| 34     | Ike Nwamu        | 1/2   | 3 juin 1993        | 1,96 m | BC Samara                 |
| 55     | Precious Achiuwa | 4/5   | 19 septembre 1999  | 2,03 m | Heat de Miami             |

## Joueurs célèbres

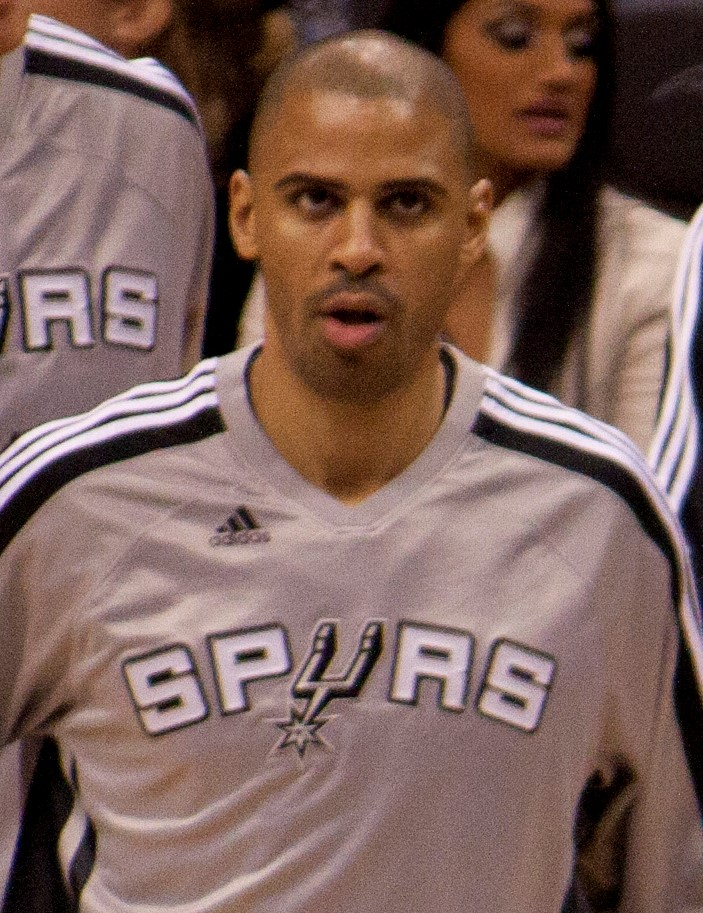
Ime Udoka (2010)

- Akin Akingbala
- Josh Akognon
- Al-Farouq Aminu
- Aloysius Anagonye
- Tunji Awojobi
- Ike Diogu
- Obinna Ekezie
- Ebi Ere
- Benjamin Eze
- Ekene Ibekwe
- Gani Lawal
- Gabe Muoneke
- Julius Nwosu
- Chamberlain Oguchi
- Kingsley Ogwudire
- Michael Olowokandi
- Richard Oruche
- Olumide Oyedeji
- Tony Skinn
- Ime Udoka
- Ben Uzoh
- Jeff Varem